# Gambero Rosso (azienda)
Gambero Rosso S.p.A. è una casa editrice italiana specializzata in enogastronomia attraverso la pubblicazione di guide, trasmissioni televisive, formazione, una rivista mensile, un sito web quotidiano, un settimanale digitale sull’economia del vino, una web TV e diverse applicazioni mobili. Il nome deriva dall'"Osteria del Gambero Rosso" del romanzo Le avventure di Pinocchio di Carlo Collodi (cap. XIII), dove il Gatto e la Volpe portano a cena Pinocchio.
È quotata sul mercato AIM Italia - Mercato alternativo del capitale di Borsa Italiana nell'indice FTSE AIM Italia.

## Fondazione
Il Gambero Rosso nasce come un supplemento di otto pagine all'interno del quotidiano il manifesto, uscito per la prima volta il 16 dicembre del 1986. Il direttore e fondatore è stato Stefano Bonilli, giornalista del quotidiano dal 1971 al 1982, poi redattore della trasmissione televisiva Di tasca nostra; diretta da Tito Cortese, in onda su Rai 2. Il supplemento è stato disegnato dal grafico Piergiorgio Maoloni, uno dei più importanti e innovativi degli anni Ottanta e Novanta. Da un punto di vista culturale, ha rappresentato una vera "rivoluzione culturale" nella sinistra italiana: per la prima volta si abbandonava il comune sentire del pauperismo e si ammetteva che anche la classe operaia poteva perseguire il piacere dei sensi attraverso l'esperienza gastronomica e culinaria.

## Sviluppi
Il Gambero Rosso ha contribuito in modo determinante a far conoscere l'associazione "ARCI Gola", divenuta successivamente "Slow Food", della quale lo stesso Bonilli è uno dei firmatari del documento di fondazione.
Nel 1987 nasce la srl Gambero Rosso Editore che pubblica, insieme con Slow Food, la guida "Vini d'Italia", curata da Daniele Cernilli e Carlo Petrini, che diventa in breve tempo una delle più autorevoli guide dei vini italiani, sia a livello nazionale che internazionale.
Nel 1990 nasce la guida "Ristoranti d'Italia" del Gambero Rosso, ed anche questa diverrà ben presto una delle tre prime guide del settore insieme con la Guida Michelin e L'Espresso.
Nel 1992 esce il primo numero della rivista mensile, anche grazie all'ingresso nella società Gambero Rosso Editore del Gruppo Espresso, che vi rimarrà però solo per un anno circa.
Nel 1999 il Gambero Rosso firma un accordo con Rai Sat, presieduta dall'ingegner Mattucci, per la creazione di un canale tematico dedicato a cibo e vino. Il 31 luglio 2009, in occasione della scadenza del contratto tra Rai Sat e Sky Italia RaiSat Gambero Rosso Channel ha cambiato editore e denominazione diventando Gambero Rosso Channel in onda sul canale 412 di Sky Italia. Dal 1º febbraio 2012 le trasmissioni sono in alta definizione.
Nell'ottobre del 2002 viene inaugurata a Roma, sulle rive del Tevere, la "Città del gusto", un'iniziativa assolutamente innovativa che in 10.000 m2 comprende studi televisivi, teatro della cucina, scuole, wine bar, osteria e pizzeria. Questo tipo di struttura, nasce senza alcun aiuto pubblico ma con un investimento di GRH e di un fondo di investimento. Nel 2015, la sede si trasferisce nelle vicinanze di Villa Pamphili.
Nel settembre del 2008 Stefano Bonilli lascia la società in modo non consensuale e vince la successiva causa. Nel 2009 viene aperta una seconda Città del gusto a Napoli, nella zona di Bagnoli che, nel dicembre 2012, si trasferisce all'interporto di Nola e vede l'ingresso come socio fondatore della Camera di commercio di Napoli. Nel 2009 Paolo Cuccia assume la presidenza di Gambero Rosso Holding Spa.
Nel 2010 Gambero Rosso sviluppa due nuovi prodotti editoriali: Gamberetto, un allegato dedicato ai bambini con l'obiettivo di educare alla sana alimentazione; Quotidiano vino, un quotidiano dedicato ai professionisti del settore che nel 2014 diventa un settimanale digitale. Gambero Rosso realizza dal 2010 anche le versioni digitali delle guide: Vini d'Italia e Ristoranti d'Italia. Le guide sono disponibili su Apple iPhone, Samsung Apps, Google Play, Amazon Appstore e Windows 8.
Nel 2011 è inaugurata la Città del gusto di Catania, nel 2012 quella di Palermo, nel 2014 quella di Torino e, infine, nel 2016 quella di Lecce. Oggi le Città del Gusto che garantiscono una distribuzione più capillare sulla Penisola del know how preservato dal Gambero Rosso e che si dedicano alla formazione amatoriale e professionale enogastronomica sono presenti in 6 capoluoghi italiani: Roma, Torino, Napoli, Lecce, Catania e Palermo.

## Finanza
Nel 2015 Gambero Rosso è entrata in borsa italiana. Nel 2018 il pacchetto di controllo è passato a Class Editori di Paolo Panerai.

## Guide

### Guida Oli d'Italia
Dal 2010, Gambero Rosso pubblica una nuova guida dedicata al mondo dei migliori extravergine d'Italia in cui vengono rappresentate tutte le regioni d’Italia, ad eccezione della Valle d’Aosta e della Provincia Autonoma di Bolzano. Nell'edizione 2016, vengono proposti, per ogni azienda recensita in guida, i luoghi migliori dove sostare, mangiare e dove fare acquisti legati all’olio extravergine di oliva. Ai migliori extravergine, la guida assegna un numero di "foglie" compreso tra 1 e 3.

### Guida Pasticceri & pasticcerie
La guida è edita dal 2011 e giunge nel 2020 alla sua decima edizione. Le pasticcerie sono valutate – ad eccezione della decima edizione 2021 – con un punteggio espresso in centesimi, così ripartiti: 80 punti per la pasticceria, 10 per l'ambiente e 10 per il servizio. Il punteggio complessivo determina l'assegnazione da una a tre torte in base al livello di eccellenza: da 75 a 79 punti (una torta); da 80 a 89 (due torte); da 90 a 100 (tre torte). Nell'edizione 2021, in occasione del decennale, è stato introdotto un nuovo riconoscimento denominato "tre torte d'oro", conferito a Iginio Massari.
Gli ispettori della guida, si attengono al seguente decalogo valutativo:
- Ambiente: collocazione e raggiungibilità della pasticceria ivi incluso lo stato di manutenzione della struttura, il grado di pulizia e igiene.
- Assaggio: giudizio su tre prodotti base che possano rivelare la qualità di produzione, ovverosia un lievitato da colazione senza ripieno, un prodotto fresco e uno di pasticceria secca, con alcune eccezioni ovvero variazioni conformemente alle tipicità regionali.
- Assortimento: ampiezza e profondità; presenza o meno di prodotti composti al momento.
- Esposizione: qualità, quantità e tipologia di vetrine, interne ed esterne, della pasticceria; dimensioni, assortimento, abbinamenti, disposizione, impatto visivo.
- Imballaggio: scelta, materiali e tipologia delle confezioni; disponibilità e/o possibilità di personalizzazione.
- Innovazione: la proposta è analizzata in relazione alla capacità creativa e/o reinventiva in rapporto ai prodotti tipici e classici.
- Orario: ispezione durante periodi e orari in cui l'offerta si presume più completa, ossia solitamente il mattino e nei fine settimana.
- Personale: competenza, cortesia, preparazione, tempistica e professionalità del personale, unitamente all'impiego e scelta degli idonei strumenti e indumenti da lavoro.
- Prezzo e composizione: valutazione del prezzo dei prodotti e verifica dell'apposizione su idonei cartellini, relativamente alla composizione di tutti i prodotti proposti alla clientela.
- Vino da dessert: disponibilità di vini da dessert in un'adeguata selezione e la presenza di personale addetto e competente in materia.

### Guida Ristoranti d'Italia
La guida Ristoranti d'Italia descrive l'eccellenza della ristorazione italiana. La guida attribuisce per ogni locale un punteggio da 60 a 100 punti e, per i migliori ristoranti, un numero di 'forchette' comprese tra 1 e 3. Dal 2013, la guida ha premiato anche birrerie, ristoranti etnici, wine bar e trattorie, con una valutazione che va rispettivamente da uno a tre boccali, mappamondi, bottiglie, e gamberi. Dal 2012, nuove pubblicazioni editoriali rappresentano l'eccellenza della ristorazione suddivisa in diverse categorie: Pasticcerie d'Italia, Pizzerie d'Italia, Street Food, Bar d'Italia.

### Guida Vini d'Italia
La guida Vini d'Italia è una delle più autorevoli e influenti guide Italiane relative al mondo del vino, recensendo ogni anno circa 20'000 vini delle più autorevoli cantine italiane.
A ciascun vino recensito la guida attribuisce un punteggio espresso in bicchieri; in particolare, il punteggio varia da un minimo di un bicchiere ad un massimo di tre bicchieri.
Ad oggi, la guida è stampata in lingua italiana, inglese, tedesca, giapponese e cinese.

## Ricettari degli chef televisivi
Dal 2014, Gambero Rosso pubblica numerosi ricettari dei protagonisti delle serie tv di Gambero Rosso Channel come Giorgione orto e cucina, Ciao sono Hiro, Giorgione le origini, I panini li fa Max e Golfinger.

## Formazione
Le Città del gusto Gambero Rosso sono le sedi in cui vengono erogati la maggior parte dei percorsi formativi progettati dalla Food&Wine Academy. Oltre alle lezioni, ospitano eventi, show cooking, degustazioni, talk e iniziative di team bulding. Sono dotate di cucine con postazioni professionali, laboratori per la pratica didattica e aule complete di strumenti ad alto standard qualitativo.

## Eventi internazionali
Il Gambero Rosso dal 1988 organizza eventi all'estero dedicati alla promozione dei migliori vini italiani. Con il Tre bicchieri World Tour e, successivamente, con il Top Italian Wines Roadshow e il Vini d'Italia Tour, Gambero Rosso promuove ogni anno i migliori produttori italiani in oltre 30 metropoli mondiali. Negli ultimi anni, si sono aggiunti al programma eventi dedicati ai migliori prodotti alimentari, artigianali e industriali, made in Italy volti a far conoscere le eccellenze al grande pubblico, ad appassionati e a gourmet ma anche e soprattutto agli acquirenti e alla stampa estera.